# Saison 2 de Star Wars Resistance
Chronologie
Saison 1
La deuxième et dernière saison de Star Wars Resistance, série d'animation en 3D américaine, est constituée de dix-neuf épisodes. Elle reprend là où la première saison s'arrête, lors du Réveil de la Force, poursuit son récit en parallèle des Derniers Jedi, et se termine avant les événements de L'Ascension de Skywalker de la saga Star Wars. Créée par Dave Filoni, la série est centrée sur Kazuda Xiono, un jeune pilote recruté par la Résistance, qui doit espionner la menace grandissante du Premier Ordre.
Diffusée sur Disney Channel et Disney XD, elle débute avec l'épisode Le Saut dans l'inconnu, diffusé le 6 octobre 2019, et se termine avec un double épisode, L'Évasion, diffusé le 26 janvier 2020. En France, elle est diffusée du 9 novembre 2019 au 28 mars 2020 sur Disney XD.

## Distribution

### Principaux et récurrents
| Principaux - Christopher Sean (en) (VF : Damien Locqueneux) : Kazuda « Kaz » Xiono - Josh Brener (VF : Fabian Finkels) : Neeku Vozo - Scott Lawrence (en) (VF : Jean-Marc Delhausse) : Jarek Yeager - Suzie McGrath (VF : Héléna Coppejans) : Tamara « Tam » Ryvora | Récurrents - Jason Hightower (VF : Philippe Résimont) : capitaine Imanuel Doza - Myrna Velasco (VF : Marie Braam) : Torra Doza - Mary Elizabeth McGlynn (VF : Sophie Landresse) : 4D-M1N - Donald Faison (VF : Olivier Prémel) : Hype Fazon - Liam McIntyre (VF : Michelangelo Marchese) : commandant Pyre - Mary Elizabeth McGlynn (VF : Sophie Landresse) : Freya Fenris - Sumalee Montano (VF : Delphine Moriau) : agent Tierny - Nazneen Contractor (VF : Célia Torrens) : Synara San - Dave Filoni (VF : Philippe Tasquin) : Bo Keevil - Stephen Stanton (en) (VF : Philippe Tasquin) : Griff Halloran - Elijah Wood (VF : Alexis Flamant) : Jace Rucklin - Christine Dunford (en) (VF : Monia Douieb) : lieutenant Galek - Tovah Feldshuh (VF : Nathalie Hons) : Aunt Z |

### Invités
- Bobby Moynihan (VF : Benoît Van Dorslaer) : Orka (épisodes 1, 6, 18 et 19)
- Ellen Dubin (VF : Julie Dumas) : capitaine Phasma (épisode 1)
- Frank Welker : Chelidae (épisodes 1 et 14)
- Jim Rash (VF : Simon Duprez) : Flix (épisodes 1, 6, 18 et 19)
- Jonathan Lipow (VF : Peppino Capotondi) : Al (épisodes 1, 4, 18 et 19)
- David Shaughnessy (en) (VF : Peppino Capotondi) : Drell (épisodes 2, 4, 10 et 14)
- David Shaughnessy : Narvin (épisode 2)
- Gary Anthony Williams (VF : Alain Eloy) : Kragan Gorr (épisodes 2, 4, 5 et 14)
- Jason Hightower : Skreek (épisodes 2, 4, 5 et 14)
- Jason Hightower : Vusk (épisodes 2 et 4)
- Jennifer Hale (VF : Valérie Muzzi) : Valik (épisodes 2 et 14)
- Jonathan Lipow : Glitch (épisodes 2 et 4)
- Jonathan Lipow : Gork (épisodes 2, 4, 5, 10 et 14)
- Liam McIntyre (VF : Frédéric Clou) : Snarl (épisodes 2, 4, 5 et 14)
- Tzi Ma : Hamato Xiono (épisode 2)
- Dee Bradley Baker (VF : Martin Spinhayer) : Grevel (épisodes 4, 10, 16, 18 et 19)
- Mary Elizabeth McGlynn : Jooks (épisodes 4, 18 et 19)
- Stephen Stanton (en) : Namua (épisode 4)
- Meghan Falcone : Nena (épisode 5)
- John Ennis (en) : Fleck (épisode 6)
- Paul F. Tompkins : Flanx (épisode 6)
- Pete Holmes : Flobb, Fleez (épisode 6)
- Antony Del Rio : Kel (épisode 7)
- Nikki SooHoo : Eila (épisode 7)
- Tom Taylorson : agent Raith (épisode 7)
- Tudi Roche (en) (VF : Léonce Wapelhorst) : Mika Grey (épisodes 7 et 10)
- Tasia Valenza (VF : Angélique Leleux) : Venisa Doza (épisodes 8 et 17 à 19)
- Grey DeLisle : TC-G3 (épisode 9)
- John DiMaggio : Vranki (épisode 9)
- Mary Elizabeth McGlynn : Elderly Patron (épisode 9)
- Dee Bradley Baker (VF : David Manet) : Glem (épisode 10)
- Fred Tatasciore (VF : Robert Dubois) : Bolza Grool (épisodes 10, 16, 18 et 19)
- Steven Blum : Leoz (épisode 10)
- Ben Prendergast (VF : Jean-Pierre Michaël) : général Armitage Hux (épisode 11)
- Daveed Diggs (VF : Pierre Lognay) : Norath Kev (épisodes 12, 13, 16 et 17)
- Fred Armisen : Lechee (épisode 12)
- Joe Manganiello : Ax Tagrin (épisodes 12 et 13)
- David Acord (en) : Sidon Ithano (épisode 14)
- Matthew Wood (VF : Alessandro Bevilacqua) : droïdes de combat (épisodes 14 et 15)
- Lucy Lawless (VF : France Bastoen) : reine des Aéosiens (épisodes 15 et 16)
- Sam Witwer (VF : Simon Duprez) : Hugh Sion (épisodes 17, 18 et 19)
- Bobby Moynihan (VF : Michel Hinderyckx) : Yani (épisodes 18 et 19)
- Matthew Wood (VF : Valentin Merlet) : Kylo Ren (épisodes 18 et 19)

 Source et légende : version française (VF) d'après le générique de fin.

## Production
Le 9 janvier 2019, Disney Channel annonce le renouvellement de Star Wars Resistance pour une deuxième saison prévue dès l'automne 2019. Lors de la Star Wars Celebration, le 15 avril 2019, le premier épisode de la saison est diffusé.

## Liste des épisodes

### Épisode 1:Le Saut dans l'inconnu
- États-Unis : 6 octobre 2019 sur Disney Channel et Disney XD[4]
- France : 9 novembre 2019 sur Disney XD[6]

- États-Unis : 101 000 téléspectateurs[7] (première diffusion)

- Cet épisode marque la destruction du droïde du Premier Ordre MB-13A, présumé détruit dans l'avant-dernier épisode de la saison 1.

- Il marque également le retour de 4D-M1N, la droïde garde du corps d'Imanuel Doza, détruite dans l'avant-dernier épisode de la saison 1 par le commandant Pyre. Après avoir été reconstruite, elle rejoint la Résistance du Colossus.

- Cet épisode marque aussi la dernière apparition du capitaine Phasma dans la série.

### Épisode 2:L'Hypersaut
- États-Unis : 13 octobre 2019 sur Disney Channel et Disney XD[4]
- France : 16 novembre 2019 sur Disney XD

- États-Unis : 142 000 téléspectateurs[9] (première diffusion)

### Épisode 3:Entraînement intensif
- États-Unis : 20 octobre 2019 sur Disney Channel et Disney XD[4]
- France : 23 novembre 2019 sur Disney XD

- États-Unis : 117 000 téléspectateurs[11] (première diffusion)

### Épisode 4:Partie de chasse sur Celsior 3
- États-Unis : 27 octobre 2019 sur Disney Channel et Disney XD[4]
- France : 30 novembre 2019 sur Disney XD

- États-Unis : 74 000 téléspectateurs[13] (première diffusion)

### Épisode 5:L'Ingénieure
- États-Unis : 3 novembre 2019 sur Disney Channel et Disney XD[4]
- France : 7 décembre 2019 sur Disney XD

- États-Unis : 79 000 téléspectateurs[15] (première diffusion)

### Épisode 6:La Menace des profondeurs
- États-Unis : 10 novembre 2019 sur Disney Channel et Disney XD[4]
- France : 14 décembre 2019 sur Disney XD

- États-Unis : 114 000 téléspectateurs[17] (première diffusion)

### Épisode 7:La Chasseuse de reliques
- États-Unis : 17 novembre 2019 sur Disney Channel et Disney XD[4]
- France : 21 décembre 2019 sur Disney XD

- États-Unis : 118 000 téléspectateurs[19] (première diffusion)

### Épisode 8:Rendez-vous manqué
- États-Unis : 24 novembre 2019 sur Disney Channel et Disney XD[4]
- France : 28 décembre 2019 sur Disney XD

- États-Unis : 113 000 téléspectateurs[21] (première diffusion)

### Épisode 9:Le Vortex de Voxx 5000
- États-Unis : 1er décembre 2019 sur Disney Channel et Disney XD[4]
- France : 1er février 2020 sur Disney XD

- États-Unis : 120 000 téléspectateurs[23] (première diffusion)

### Épisode 10:La Malédiction de Kaz
- États-Unis : 8 décembre 2019 sur Disney Channel et Disney XD[4]
- France : 8 février 2020 sur Disney XD

- États-Unis : 96 000 téléspectateurs[25] (première diffusion)

### Épisode 11:Ravitaillement à haut risque
- États-Unis : 15 décembre 2019 sur Disney Channel et Disney XD[4]
- France : 15 février 2020 sur Disney XD

- États-Unis : 148 000 téléspectateurs[27] (première diffusion)

### Épisode 12:Détresse d'un agent
- États-Unis : 22 décembre 2019 sur Disney Channel et Disney XD[4]
- France : 22 février 2020 sur Disney XD

- États-Unis : 105 000 téléspectateurs[29] (première diffusion)

### Épisode 13:L'Évasion
- États-Unis : 29 décembre 2019 sur Disney Channel et Disney XD[4]
- France : 29 février 2020 sur Disney XD

- États-Unis : 85 000 téléspectateurs[31] (première diffusion)

### Épisode 14:La Mutinerie
- États-Unis : 5 janvier 2020 sur Disney Channel et Disney XD[4]
- France : 7 mars 2020 sur Disney XD

- États-Unis : 50 000 téléspectateurs[33] (première diffusion)

- Cet épisode marque le retour des droïdes de combat (B1) et des super droïdes de combat.

- Synara San rejoint officiellement la Résistance du Colossus.
- Kragan Gorr et le Warbird Gang (excepté Synara) sont bannis du Colossus.

### Épisode 15:Nouveau Monde
- États-Unis : 12 janvier 2020 sur Disney Channel et Disney XD[4]
- France : 14 mars 2020 sur Disney XD

- États-Unis : 121 000 téléspectateurs[35] (première diffusion)

### Épisode 16:Découvert
- États-Unis : 12 janvier 2020 sur Disney Channel et Disney XD[4]
- France : 21 mars 2020 sur Disney XD

- États-Unis : 123 000 téléspectateurs[35] (première diffusion)

### Épisode 17:Reconstruire la Résistance
- États-Unis : 19 janvier 2020 sur Disney Channel et Disney XD[4]
- France : 28 mars 2020 sur Disney XD

- États-Unis : 119 000 téléspectateurs[38] (première diffusion)

### Épisodes 18 et 19:L'Évasion
- États-Unis : 26 janvier 2020 sur Disney Channel et Disney XD[4]
- France : 28 mars 2020 sur Disney XD

- États-Unis : 106 000 téléspectateurs[41] (première diffusion)

Quatorze Resurgent Destroyers Stellaires du Premier Ordre, dont celui de Pyre et Tierny retournent sur la planète des Aéosiens et les exterminent comme punition pour avoir aidé le Colossus. Alors que Jace Rucklin contemple le spectacle avec joie, Tamara est horrifiée et cet acte la pousse à déserter et demander de l'aide à ses anciens amis. Pendant ce temps, Pyre et Tierny reçoivent une transmission du général Hux. Triomphante, Tierny lui annonce avec joie qu'il n'y a plus de résistance dans le système Aeos. Mais le général Hux s'écarte pour laisser la place au Suprême Leader Ren. Ce dernier est furieux de leurs échecs à capturer le Colossus et ajoute qu'il ne tolèrera aucune cellule de résistance. Puis il fait clairement comprendre à Pyre et Tierny qu'un nouvel échec signifiera la mort pour tous les deux. Entretemps, Tam récupère son communicateur dans le bureau de Tierny et envoie un message codé que seuls Neeku et Kaz sont capables de comprendre. Ils en informent Jarek Yeager qui est d'accord pour les accompagner sur Castilon. Tam réussit à quitter le Destroyer mais Tierny découvre que le communicateur de Tam n'est plus dans son bureau et qu'elle lui a mentie. Tam détruit les deux chasseurs TIE qui l'accompagnaient pour un soi-disant exercice d'entraînement, avant d'assommer Rucklin et de retrouver ses amis qui sont heureux de la revoir. Elle leur demande d'emmener aussi Rucklin avec eux. Mais alors qu'ils sont sur le point de partir, ils sont interceptés par le Destroyer de Pyre et Tierny, tandis que Rucklin découvre que le Colossus est dans le système Barabesh. Leur navette est emmenée à l'intérieur du Destroyer. Alors que Pyre, Tierny et leurs troupes les encerclent, Tam sort avec Rucklin. Pyre leur demande où se trouve les autres conspirateurs mais Tam réplique qu'il n'y a qu'elle et Rucklin. Ce dernier se défend en disant qu'il est loyal au Premier Ordre, que les autres sont à l'intérieur de la navette et que le Colossus est dans le système Barabesh, mais c'est trop tard ses supérieurs ne lui font plus confiance. Il est emmené avec Tam pour être exécuté. Kaz, Neeku, Yeager et CB-23 s'échappent par une trappe de secours et font exploser la navette. Tierny, Pyre et plusieurs de leurs stormtroopers survivent et se lancent à leur poursuite...
Ce double épisode constitue la fin de Star Wars Resistance, mais il a reçu des critiques négatives à cause de plusieurs points qui ont déçu les fans : 
1) Le sort final de Kragan Gorr et de son Warbird gang est inconnu, de même que celui de Nenavakasa Nalor, surnommée "Nena".
2) La station du Premier Ordre Titan apparaît seulement dans l'épisode 11 de la saison 2. Son sort final est inconnu.
3) Lin Gaava, la mécanicienne de Jace Rucklin, qui est devenue une pilote cadette TIE comme lui et Tamara, a fait sa dernière apparition dans l'épisode 3 de la saison 2. Elle n'a plus été revue depuis. Elle est présumée morte dans l'explosion du Resurgent Destroyer Stellaire du Premier Ordre, lors de la bataille finale du Colossus, mais cela n'a pas encore été confirmé.